# Croda Rossa d’Ampezzo
Croda Rossa d’Ampezzo (niem. Höhe Gaisl) to szczyt w północnych Włoszech w prowincji Belluno w Dolomitach.
Pierwszego wejścia dokonali 20 czerwca 1870 r. Whitwell, Lauener i Santo Siorpaes.